# Памятник первым переселенцам
Памятник первым переселенцам — скульптурная композиция из трёх бронзовых фигур возле паровоза 1943 года ТЭ-7336. Находится на привокзальной площади города Советска. Является единственным памятником в Калининградской области, открытым в честь первых переселенцев, прибывших в область в 1945—1950-х годах для восстановления разрушенных войной экономики и хозяйства региона.

## Описание
Скульптура состоит из трёх бронзовых фигур общим весом в 963 килограмма: старшего лейтенанта, участвовавшего в Великой Отечественной войне, его жены и их маленького сынишки. Позади них стоит сумка с вещами. На груди офицера расположены три награды: «За отвагу», «За боевые заслуги» и «За взятие Кёнигсберга». Фигуры лейтенанта и его супруги статичны, их лица выражают тревогу и сомнения, ребёнок же находится в движении, стремясь сделать первые шаги на новой земле, которой суждено стать его второй Родиной. Автор памятника — калининградский скульптор Андрей Шевцов.